# Cryosophila guagara
Espèce
Statut de conservation UICN

 NT  : Quasi menacé
Cryosophila guagara est une espèce de plantes de la famille des Arecaceae.

## Publication originale
- Ceiba 3(3): 174, f. 3. 1953.